# Río Pregolia
El río Pregolia (del ruso: Преголя) (en alemán: Pregel; en lituano: Prieglius; en polaco: Pregoła) es un río en el enclave ruso del óblast de Kaliningrado.
Comienza como una confluencia del Instruch y el Angrapa y desemboca en el mar Báltico a través de la laguna del Vístula. Bajo el nombre de Pregolia, su largo es de 123 km, 292 km incluyendo el río Angrapa. La cuenca tiene un área de 15.500 km². Y un caudal promedio de 90 m³/s.
El problema de los puentes de Königsberg está basado en los puentes del río en Königsberg, ahora Kaliningrado.

## Galería

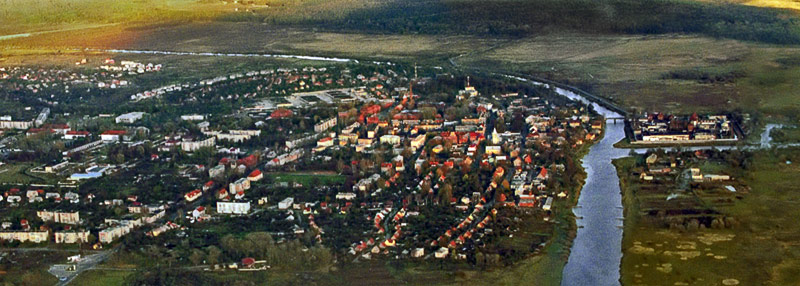
Curso del río Pregolya en Gvardeysk
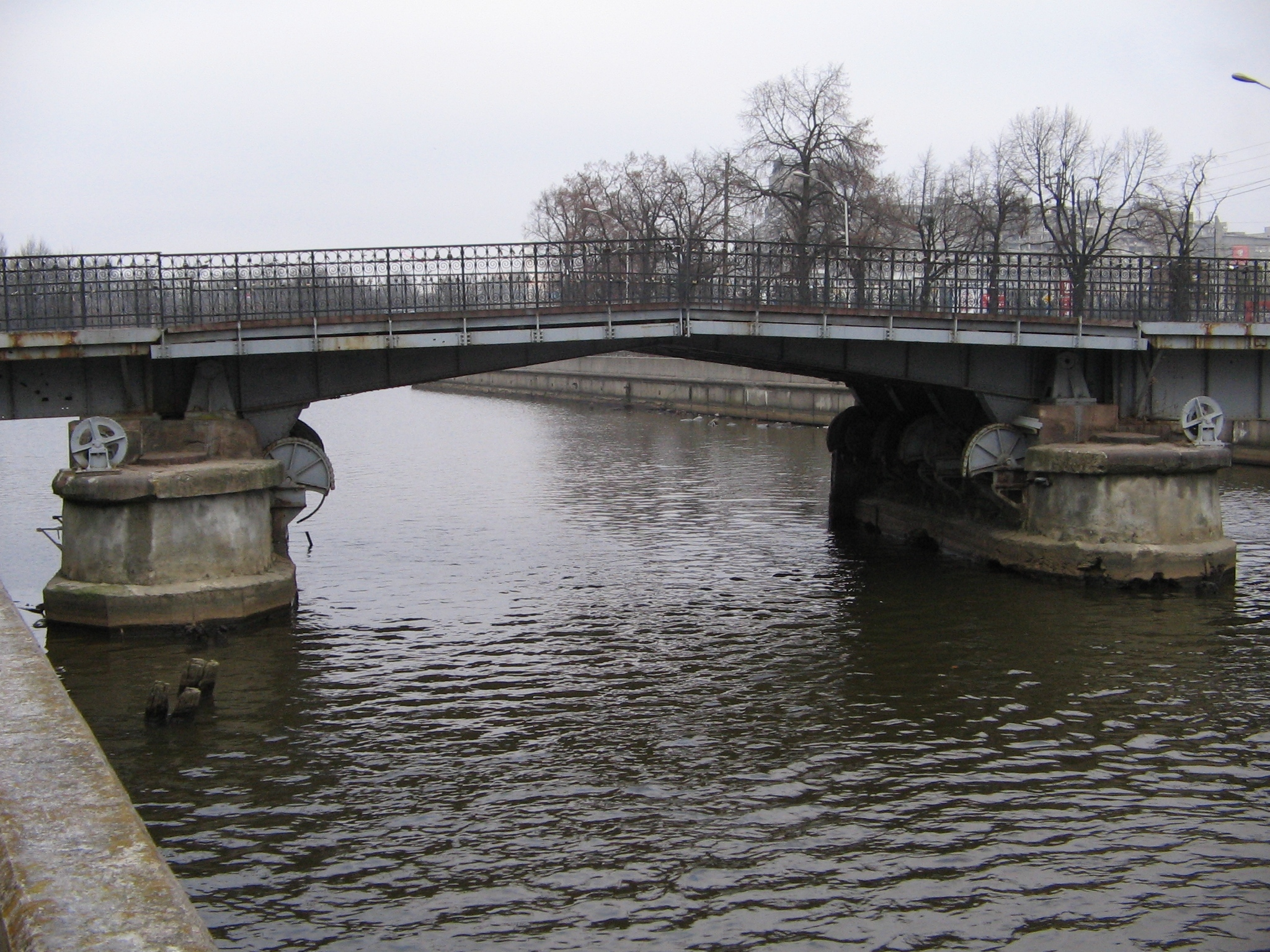
Puente de la Miel sobre el río Pregolya
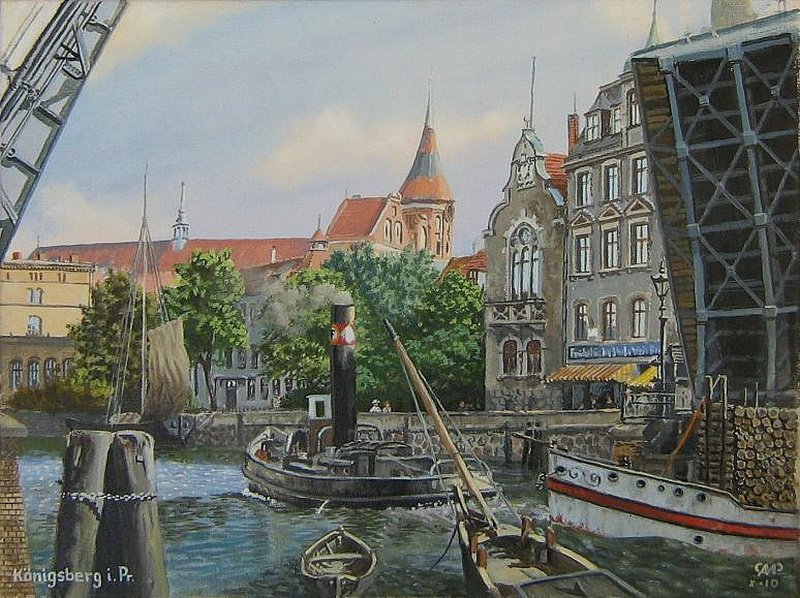
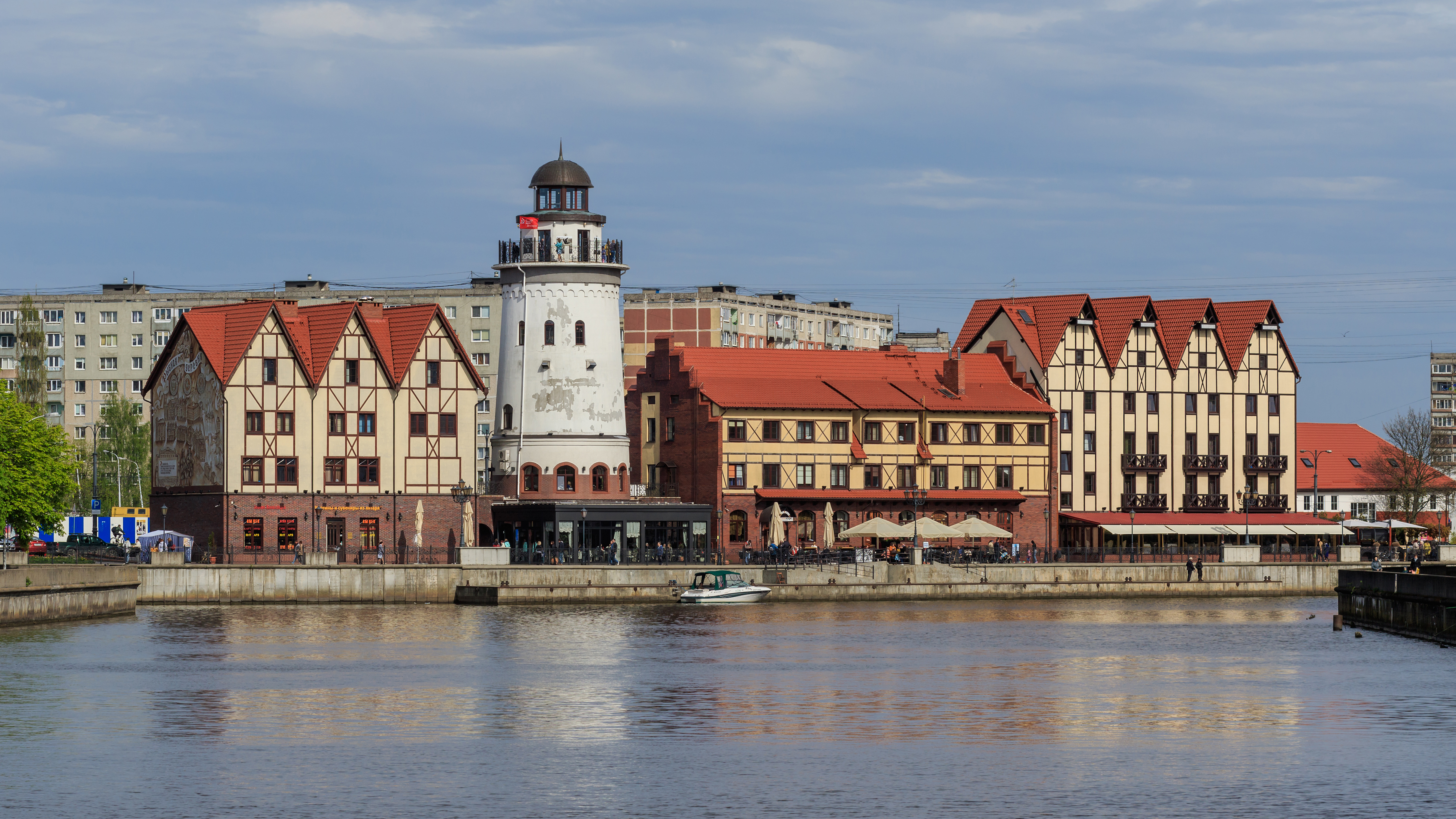
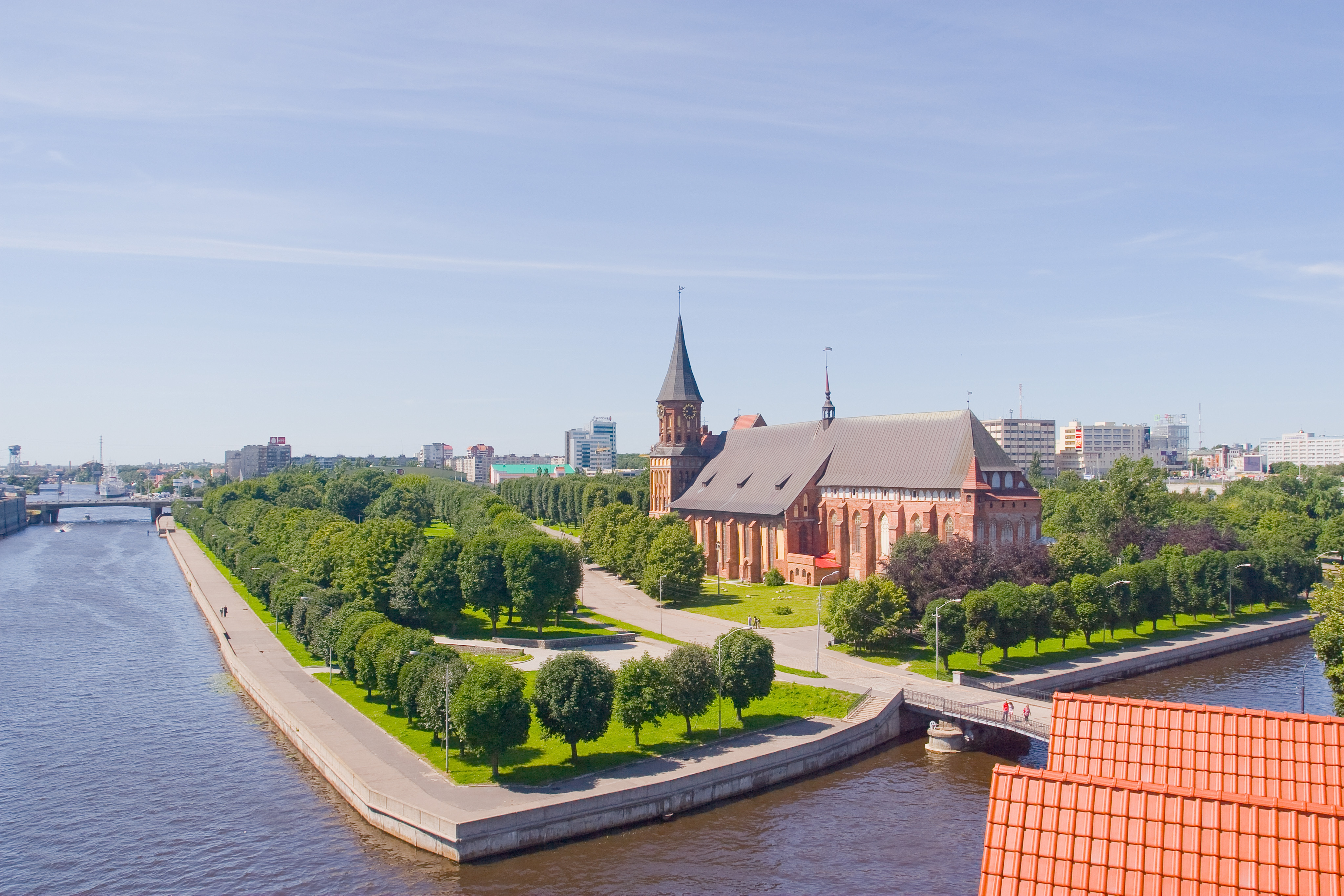
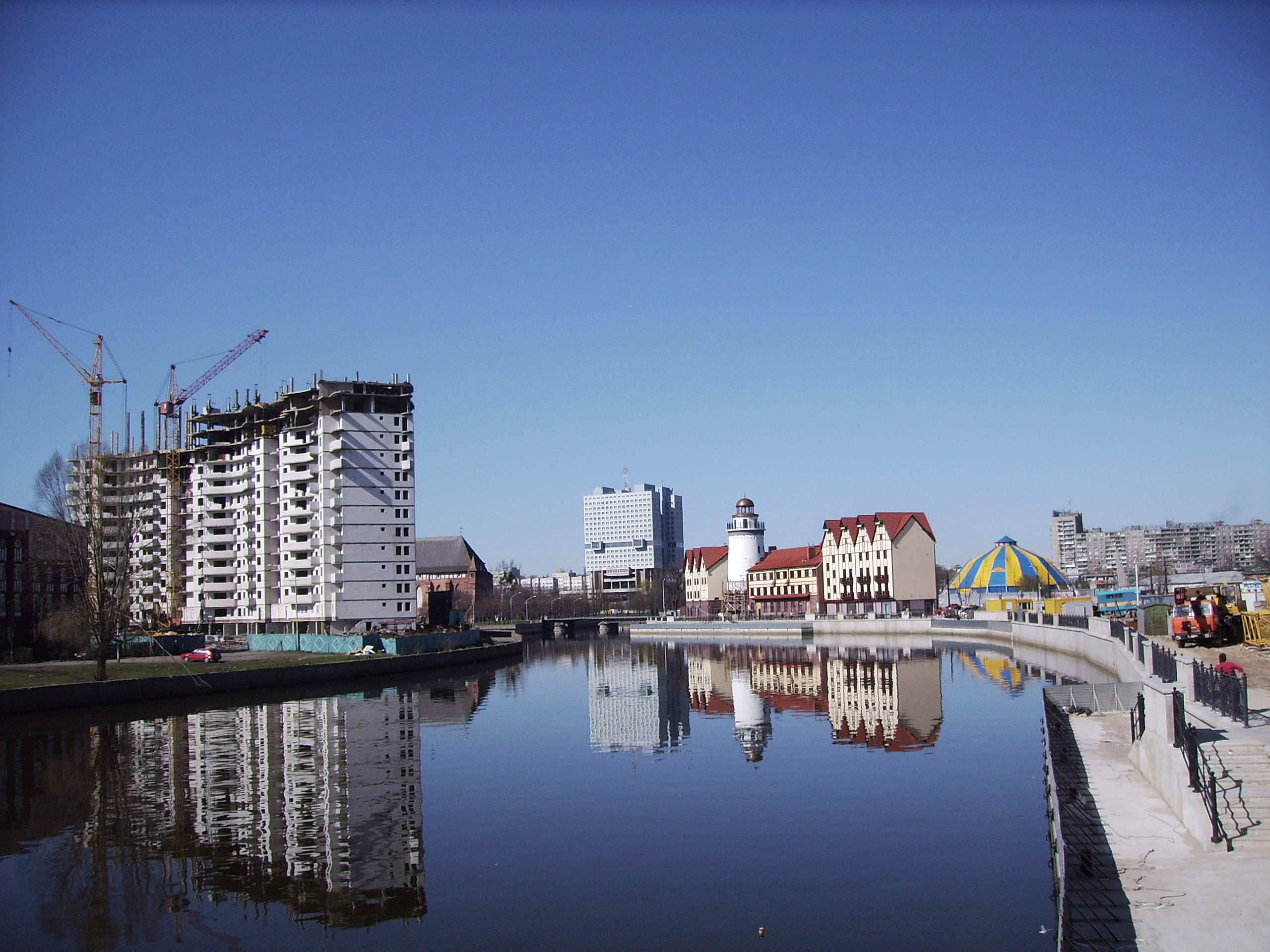